# Sansevieria canaliculata
Sansevieria canaliculata là một loài thực vật có hoa trong họ Măng tây. Loài này được Carrière miêu tả khoa học đầu tiên năm 1861.

## Hình ảnh

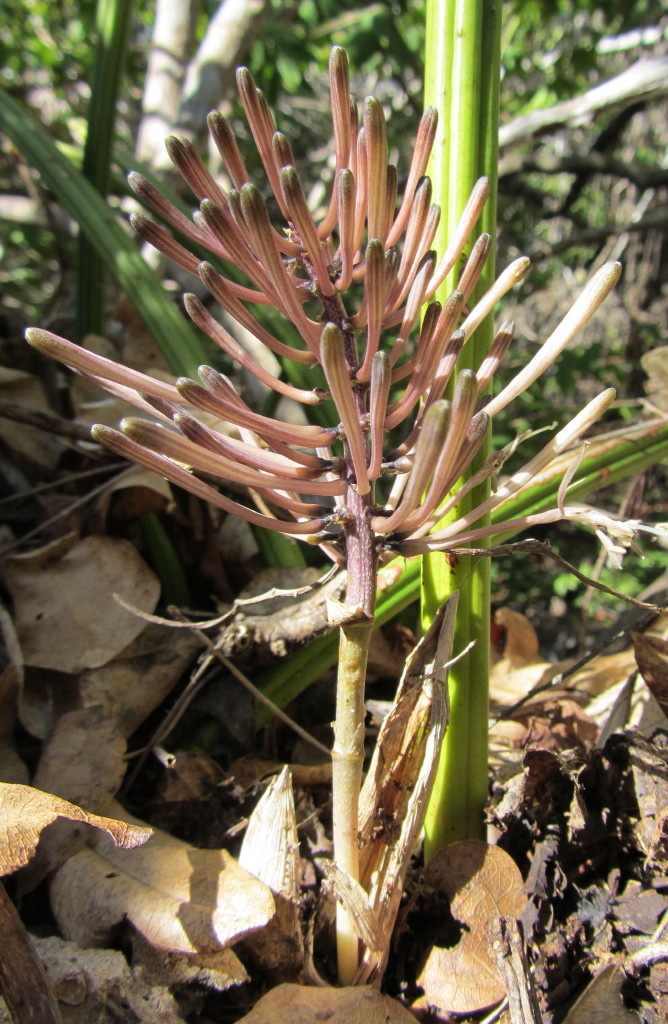
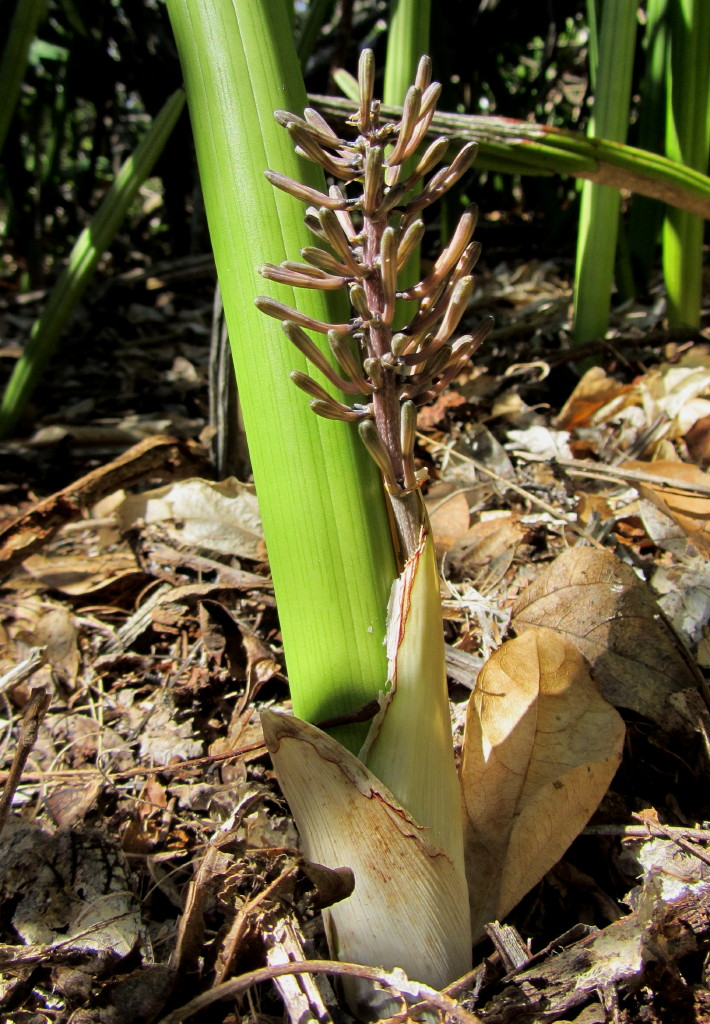
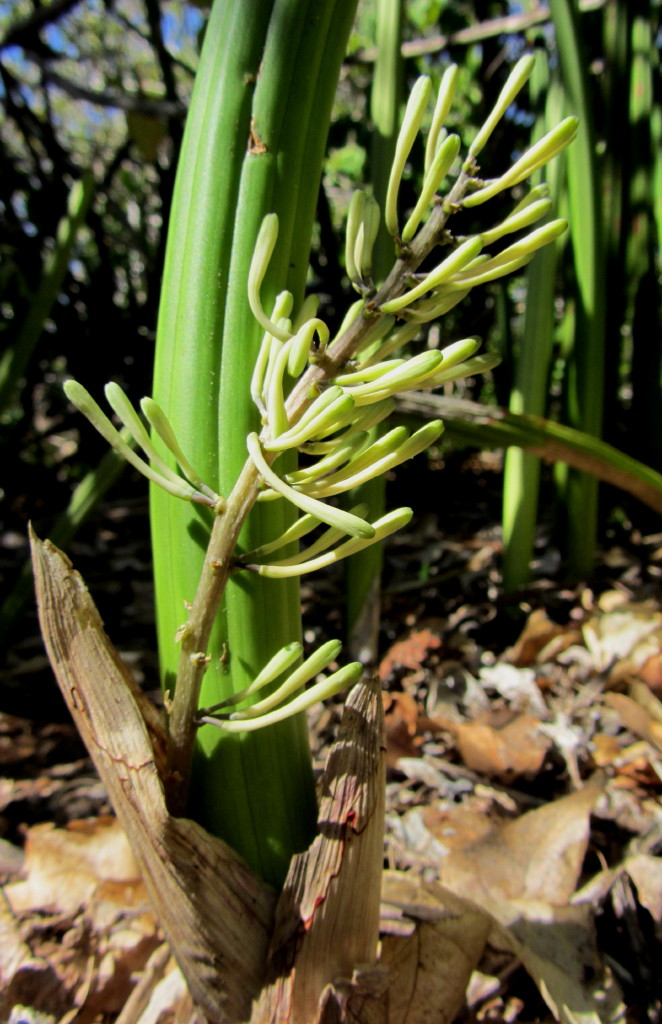
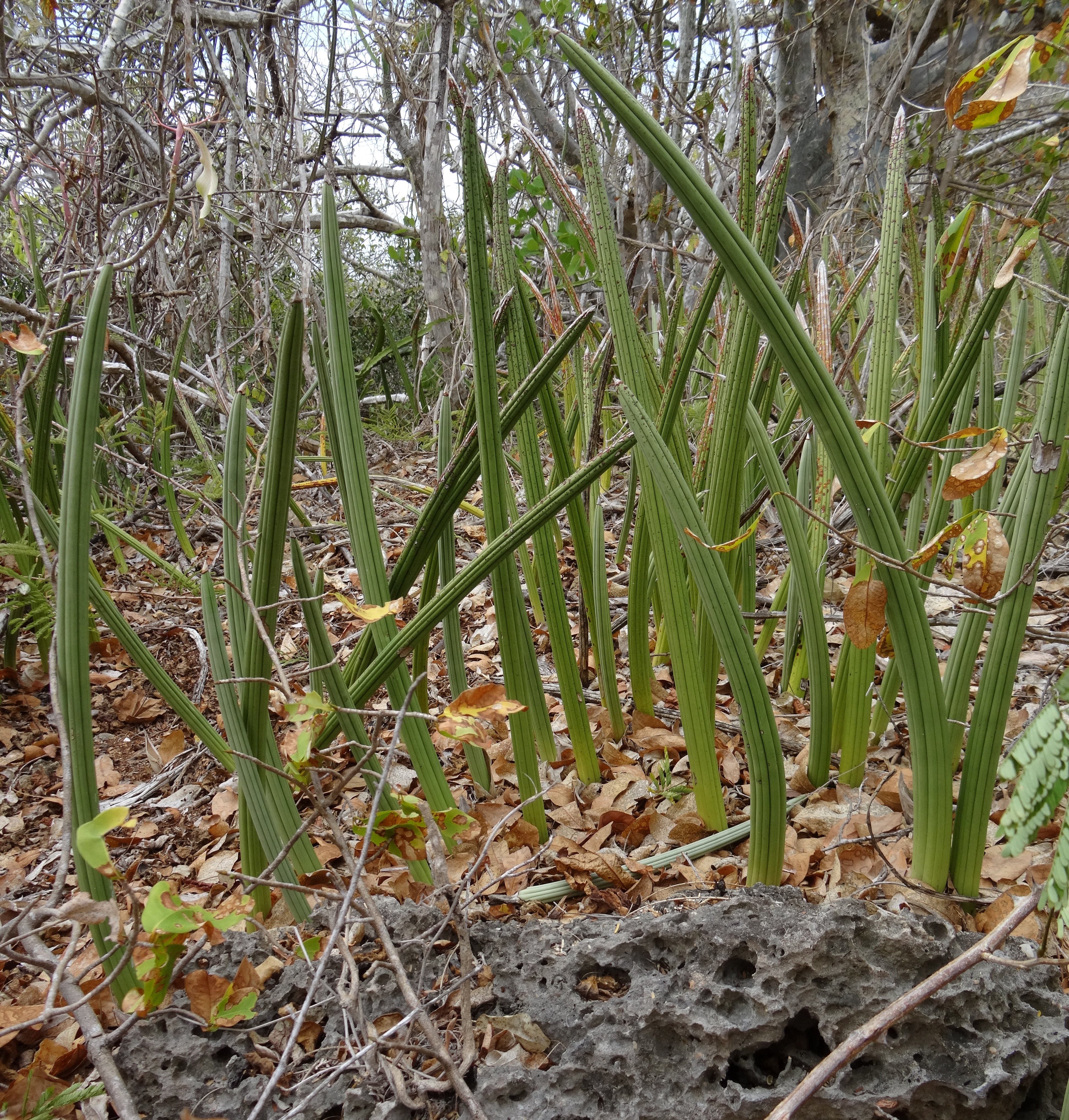